# Metaverpulus kanchensis
Metaverpulus kanchensis is een hooiwagen uit de familie Sclerosomatidae.